# Gare de Wakōshi
La gare de Wakōshi (和光市駅, Wakōshi-eki) est une gare ferroviaire située à Wakō, dans la préfecture de Saitama au Japon. Cette gare est exploitée conjointement par les compagnies Tōbu et Tokyo Metro.

## Situation ferroviaire
La gare de Wakōshi est située au point kilométrique (PK) 12,5 de la ligne Tōbu Tōjō. Elle marque le début de la ligne Fukutoshin et de la ligne Yūrakuchō.

## Historique
La gare de Wakōshi a été inaugurée le 1er février 1934 sous le nom de gare de Niikura. Elle a été renommée gare de Yamato-machi en 1951 et gare de Wakōshi en 1970.

## Service des voyageurs

### Accueil
La gare dispose d'un bâtiment voyageurs, avec guichets, ouvert tous les jours.

### Desserte

#### Tōbu
| 1・2 | Ligne Tōbu Tōjō | Shiki ・ Kawagoe ・ Shinrinkōen ・ Ogawamachi |
| 4    | Ligne Tōbu Tōjō | Ikebukuro                                     |

#### Métro
| 3 | Ligne Fukutoshin | Kotake-Mukaihara ・ Ikebukuro ・ Shinjuku-sanchōme ・ Shibuya (continue sur la ligne Tōkyū Tōyoko) |
| 3 | Ligne Yūrakuchō  | Kotake-Mukaihara ・ Ikebukuro ・ Yūrakuchō ・ Shin-Kiba                                            |